# Bruniquel
Bruniquel – miejscowość i gmina we Francji, w regionie Oksytania, w departamencie Tarn i Garonna. 
W 2013 roku jej populacja wynosiła 637 mieszkańców. 
Na terenie gminy rzeka Vère uchodzi do Aveyron. 
W pobliżu znajduje się jaskinia Bruniquel, w której odkryto ślady obecności neandertalczyków.
Miejscowy zamek (château de Bruniquel) o zabudowaniach pochodzących z XII-XV wieku, i jego okolica były miejscem akcji dramatu wojennego Stara strzelba powstałego w reżyserii Roberta Enrico (1975). 